# Randall Meyers
Randall Bruce Meyers (1955, Estados Unidos) es un compositor estadounidense que actualmente reside alternadamente entre Oslo (Noruega) y Spoleto (Italia). Se ha destacado principalmente por su trabajo en bandas sonoras de cine escandinavo.
Estudió en la Escuela Guilhall de Música y Drama de Londres entre 1970 y 1974, y luego en la Universidad de Música y Arte Dramático de Viena entre 1975 y 1979.

## Bandas sonoras
- Sigurd Drakedreper, 1989
- A handful of times, 1989
- Dagens Donna, 1990 (Dinamarca)
- Herman, 1990
- Svampe, 1990
- Bat wings, 1992
- Michael Laudrup: en fodboldspiller, 1993 (documental danés)
- El Telegrafista, 1993
- El último Teniente, 1993
- Shup Up and Listen!, 1995
- Jomfruene i Riga, 1996
- Huset på Kampen, 1998 (cortometraje)
- Weekend, 1998
- El mundo de Sofía, 1999
- Kongen som ville ha mer enn en krone, 1999 (cortometraje)
- Dykaren, 2000
- Dykkerne, 2000
- Odd Little Man, 2000
- Zenith, 2003 (cortometraje)
- The Universe: Cosmology Quest, 2004 (Documental de TV)
- The Crossing, 2004
- Palazzo Massacre, 2009 (cortometraje)